# 阮漢聞
阮漢聞（1572年—1642年），字太沖，晚號大隗山樵、白松老人，北京人，籍貫浙江，徙河南尉氏，明朝國子生，文學家、軍事家。

## 生平
生於隆慶六年（1572年）。萬曆二十一年（1593年）明軍於碧蹄館之戰中戰敗，漢聞年方弱冠，聽聞此事，先是立即著軍服坐船過河到遼北，後又向東策馬奔騰至鴨綠江一帶，訪問從軍中退休的老武官、邊境察探敵情的士兵，有關整個遼東半島的軍情利弊、附庸國朝鮮的實際狀況。慨然有主動請求參軍擊退侵略朝鮮的倭人之志，恰好朝鮮戰事解除，漢聞才挾策而返。
萬曆二十六年（1598年）朝廷發生第一次妖書案，明神宗急於抓到主使者，城裡巡邏的錦衣衛到處四處探查案情，逮捕罪犯，百姓在路上多半不敢交談，只敢以眼神示意，漢聞遂從京師避居開封。周藩輔國中尉朱勤美素來以好客聞名，聽聞阮漢聞來到開封，便要請他到府邸中住下。朱勤美府中藏書數量極多，漢聞整天沉浸在府裡的藏書中，學問因此增長了不少，這期間又與王惟儉、張民表等人友好，整日與他們唱和。
萬曆二十八年（1600年）阮漢聞以阮籍墓在尉氏，為阮氏故里，選擇在此定居下來。定居在尉氏的這段期間，專心閉門著述，河南當地的讀書人都拜漢聞為師，各地來他家拜訪的人總是絡繹不絕，雖然家境貧困，但每次都是自己親自招待宴請客人。乘隙私行遊山玩水時，門下弟子總是爭相搶著隨行。整天賦詩論道，日覆一日，專誠守一。崇祯帝下詔征隱士選才，巡按李日宣把他推薦給朝廷，他卻稱病不就。
崇禎末年，流寇蹂躪鞏義、洛陽等地，漢聞預測賊人所在的地勢、河流以及要塞，將對應計策上承給崇祯帝，後見前來援剿的各個將帥傲慢，不肯懲處賊人，遂以古代各婦女以武勇聞名者，著述編寫成一本書，名為《女雲臺》，借此羞辱這些驕兵悍將。
崇禎十四年（1641年）流寇攻打尉氏，流寇懾服漢聞的大名，下令用盡一切辦法攻下尉氏，將其活抓，同年十二月，流寇攻陷尉氏，阮漢聞當時重病卧床，依然在替朝廷出謀劃策，因此被流寇給抓住，阮漢聞不屈，罵賊而死。與秦鎬、張民表等人並稱“天中三君子”。

## 軼事
阮漢聞晚年因不良於行，而被張民表戲稱為“跛君”。

## 著作
著有《尉繚子解》、《詰戎踐墨》、《遺草集》、《女雲臺》二卷、《阮太沖集》（周亮工編）等。